# The Time Tunnel
The Time Tunnel (bra/prt: O Túnel do Tempo) é  um seriado de TV realizado por Irwin Allen nos anos de 1960, que mostrava as viagens no tempo de dois cientistas: Robert Colbert, como Doug Phillips, e James Darren, como Tony Newman.

## Enredo
Dois cientistas de um projeto do governo norte-americano que produz uma máquina do tempo, se perdem no tempo e são monitorados por uma equipe que permanece no laboratório e os acompanham em seus deslocamentos de várias épocas, através de imagens que recebem pelo  equipamento chamado de Túnel do Tempo. A equipe tenta encontrar um meio de trazê-los de volta, ou então tentam ajudá-los por intermédio dos recursos de que dispunham, como precárias transmissões de voz ou envio de armas ou equipamentos, quando possível. Quando tudo falha, enviam de uma época para alguma outra data incerta do passado ou do futuro, dando início a um novo episódio.
Eventualmente, membros da própria equipe ou convidados viajam ao encontro dos cientistas perdidos, também com o intuito de ajudá-los nas situações de perigo. De vez em quando, a equipe ou seres estranhos conseguem interferir no destino das viagens. Neste caso, os cientistas recebem diferentes missões a serem cumpridas nos locais onde são enviados.

## Elenco principal

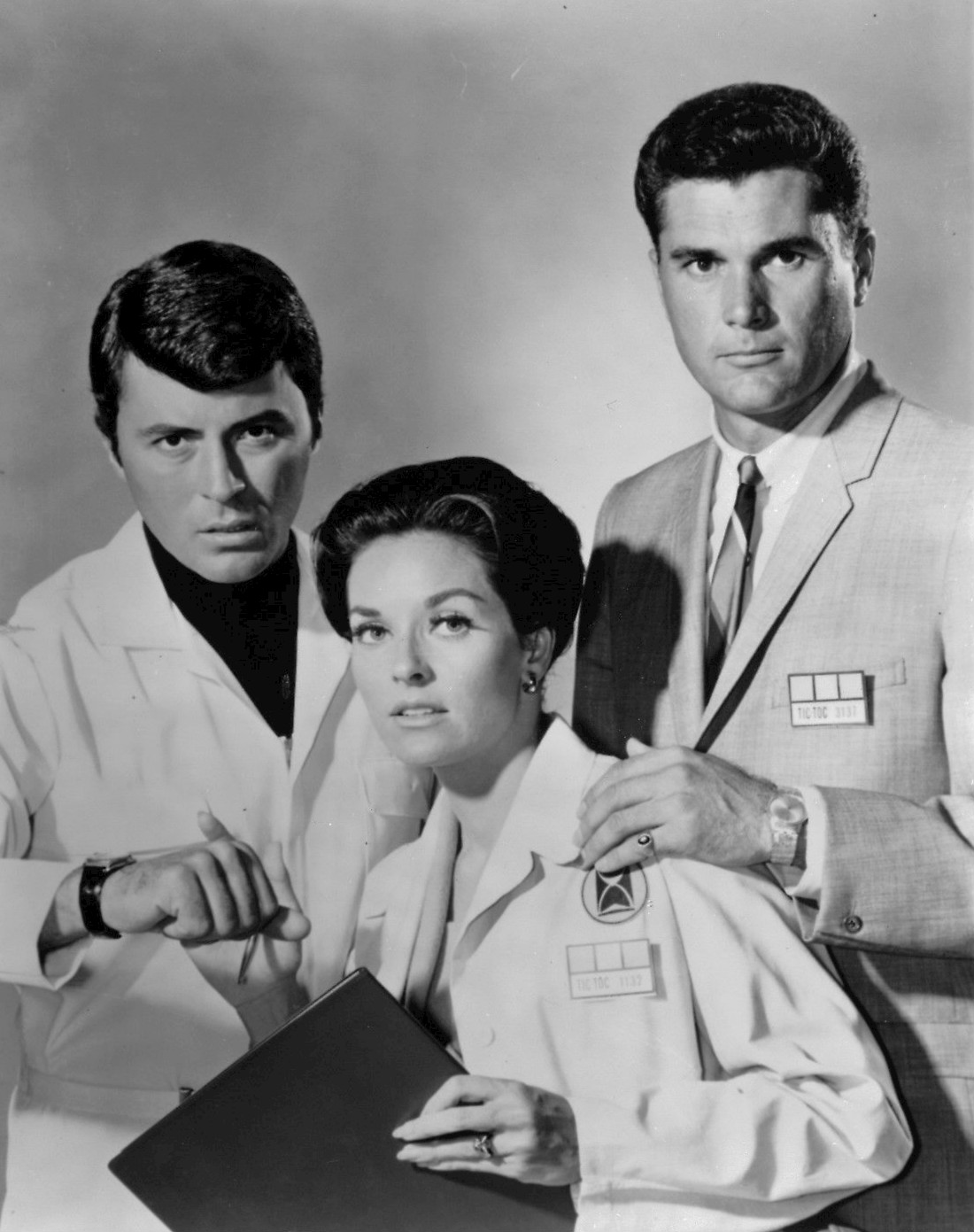
James Darren, Lee Meriwether e Robert Colbert

- Robert Colbert … Dr. Douglas "Doug" Phillips
- James Darren … Dr. Anthony "Tony" Newman
- Whit Bissell … General Heywood Kirk
- John Zaremba … Dr. Raymond Swain
- Lee Meriwether … Dra. Ann MacGregor
- Dick Tufeld … Narrador
- Sam Groom … Jerry
- Weley Lau … Sargento Jiggs

## Episódios
Episódios produzidos para a sére de televisão.
- 1 - Rendezvous With Yesterday (Volta ao Passado - BR) –  (data da primeira exibição: 9 de setembro de 1966):

Episódio conta como os cientistas ficaram perdidos no tempo, tendo como primeira parada uma estada no transatlântico Titanic em 1912, pouco antes dele afundar.
- 2 - One Way To The Moon (Viagem à Lua - BR) –  (16 de setembro de 1966):

Dessa vez os cientistas vão para o futuro (1978), em um foguete rumo à Lua.
- 3 - End Of The World (O Fim do Mundo - BR) –  (23 de setembro de 1966):

Nesse episódio os cientistas perdidos tentam livrar mineiros presos em 1910, mas não recebem ajuda de ninguém, pois todos na cidade pensam que o mundo vai acabar quando o cometa Halley aparece no céu como uma enorme bola de fogo, numa crença do fim do mundo.  Há ainda uma rápida passagem de Tony para 1958, quando é visto o projeto do Tunel do Tempo ainda no início.
- 4 - The Day The Sky Fell Down (O Dia em que o Céu Desabou - BR) –  (30 de setembro de 1966):

Episódio em que o Dr. Newman se encontra consigo mesmo quando criança, bem no meio do ataque japonês a Pearl Harbor de 1941.
- 5 -The Last Patrol –  (A Última Patrulha - BR) –  (7 de outubro de 1966):

Episódio que se passa em 1815, durante o conflito entre norte-americanos e ingleses durante as Guerras Napoleônicas, quando os cientistas recebem ajuda de um militar britânico vindo de 1968.
- 6 - The Crack Of Doom (O Dia do Juízo Final - BR) –  (14 de outubro de 1966):

Os cientistas surgem na ilha de Krakatoa bem no dia do seu desaparecimento (1883), causado por uma das maiores erupções vulcânicas da História.
- 7 - Revenge Of The Gods (Presente de Grego - BR) –  (21 de outubro de 1966):

Os cientistas vão parar em 1200 a.C. na Guerra de Troia e são confundidos com deuses, que ajudam Ulisses e os gregos contra os troianos.
- 8 - Massacre –  (28 de outubro de 1966):

Os cientistas tentam ajudar o General Custer a escapar do massacre preparado por Cavalo Louco e Touro Sentado em 1876.
- 9 - Devil's Island (Na Ilha do Diabo - BR) –  (11 de novembro de 1966):

Nesse episódio, os cientistas vão parar no presídio francês da "Ilha do Diabo" em 1895, localizado na América do Sul, onde são confundidos com prisioneiros.
- 10 - Reign Of Terror (Reinado do Terror - BR) –  (18 de novembro de 1966):

Nesse episódio os cientistas surgem bem no meio da Revolução Francesa, quando a guilhotina já estava em pleno uso (1793). Perseguidos por um cruel antepassado do General Kirk, eles tentam ajudar a rainha Maria Antonieta e tem um breve encontro com o Tenente Napoleão Bonaparte.
- 11 - Secret Weapon (A Arma Secreta - BR) –  (25 de novembro de 1966):

Nesse episódio os cientistas são deliberadamente enviados a 1956 em um país da Europa comunista, para descobrir os segredos de um projeto parecido com o do Túnel do Tempo.
- 12 - The Death Trap (Armadilha Fatal - BR) –  (2 de dezembro de 1966):

Nesse episódio, os cientistas conhecem, em 1861, o presidente Abraham Lincoln e tentam ajudá-lo a se livrar de uma conspiração.
- 13 - The Alamo (O Álamo - BR) –  (9 de dezembro de 1966):

Os cientistas aparecem em 1836 e conhecem Jim Bowie, bem no dia da destruição do lendário Álamo.
- 14 - The Night Of The Long Knives (A Noite da Grande Batalha - BR) –  (16 de dezembro de 1966):

Aqui os cientistas vão parar na Índia de 1886, na época da luta contra a colonização inglesa, e conhecem o jovem escritor Kipling.
- 15 - Invasion (Invasão - BR) –  (23 de dezembro de 1966):

O Dr. Philips sofre de amnésia e se torna um nazista em 1944, em plena II Guerra Mundial.
- 16 - The Revenge Of Robin Hood (Robin Hood - BR) –  (30 de dezembro de 1966):

Nesse episódio, os cientistas conhecem Robin Hood e seu bando, que lutam contra o rei "João sem Terra" para que o mesmo assine a célebre "Magna Carta". 
- 17 - Kill Two By Two (A Morte é um Jogo - BR) –  (6 de janeiro de 1967):

Os cientistas vão parar numa ilha do Pacífico em 1945 e se defrontam com um soldado japonês na floresta.
- 18 - Visitors From Beyond The Stars (Um Mundo Além das Estrelas - BR) –  (11 de janeiro de 1967):

Os cientistas enfrentam alienígenas que visitaram a Terra em 1885.
- 19 - The Ghost Of Nero (O Fantasma de Nero - BR) –  (20 de janeiro de 1967):

Durante a I Guerra Mundial, os cientistas são presos em um local assombrado pelo fantasma de Nero. De passagem, conhecem um jovem Benito Mussolini, que parece ser possuído pelo fantasma. 
- 20 - The Walls Of Jericho (As Muralhas de Jericó - BR) –  (27 de janeiro de 1967):

Os cientistas do Túnel do Tempo assistem céticos a participação dos viajantes do tempo no acontecimento de um milagre descrito na Bíblia: a queda das Muralhas de Jericó. 
- 21 - Idol Of Death (O Ídolo da Morte - BR) –  (3 de fevereiro de 1967):

Os cientistas são enviados para a América Central em 1519, na época dos conquistadores espanhóis. 
- 22 - Billy The Kid –  (10 de fevereiro de 1967):

Os cientistas conhecem o célebre bandido do velho Oeste, bem no dia de 1881 em que acontece sua célebre e mortal fuga da prisão de Lincon.
- 23 - Pirates Of Deadman's Island (Os Piratas da Ilha do Morto - BR) –  (17 de fevereiro de 1967):

Os cientistas encontram piratas de 1805 que ameaçam um jovem nobre espanhol. Um deles faz uma rápida e assustadora visita à equipe do laboratório.
- 24 - Chase Through Time (Perseguição Pelo Tempo - BR) –  (24 de fevereiro de 1967):

Os cientistas são enviados atrás de um bandido do futuro (Robert Duvall), e o perseguem 1 milhão de anos no futuro e, depois, 1 milhão de anos no passado.
- 25 - The Death Merchant (O Mercador da Morte - BR) –  (3 de março de 1967):

Os cientistas vão parar na Guerra Civil Americana, em 1864, cada um ficando de um lado. No meio da luta encontram o célebre pensador renascentista Maquiavel, que também está fora da sua época.
- 26 - Attack Of The Barbarians (Marco Polo - BR) –  (10 de março de 1967):

Os cientistas conhecem o lendário viajante Marco Polo, em 1287.
- 27 - Merlin The Magician (Merlim, o Mágico - BR) –  (17 de março de 1967):

Merlim interfere no Túnel do Tempo, e envia os cientistas para ajudar o Rei Artur na luta contra os viquingues invasores em 544.
- 28 - The Kidnappers (Os Raptores - BR) –  (24 de março de 1967):

Os cientistas vão para o ano de 8433, mas em outro planeta, enfrentar seres alienígenas que raptam figuras históricas. Eles usam a doutora Anne, uma das técnicas do laboratório, como isca para atrair os viajantes (igualmente vultos históricos no futuro), a fim de capturá-los.
- 29 - Raiders From Outer Space (Invasores do Espaço Sideral - BR) –  (31 de março de 1967):

Novamente os cientistas encontram alienígenas no passado da Terra, dessa vez em 1883. Como cenário de fundo, a Batalha de Cartum, ocorrida no Sudão, entre ingleses e sudaneses revoltosos.
- 30 - Town Of Terror (A Cidade do Terror - BR) –  (7 de abril de 1967):

Novamente no futuro, dessa vez em 1978, os cientistas se defrontam com um último mistério.

## Exibição lusófona

### Portugal
Em Portugal,  a série foi originalmente transmitida pelo II Programa da RTP e estreou no canal a 4 de janeiro de 1969.

## Merchandise

### Livros
Em 1967, a Pyramid Books publicou dois livros baseados na série: The Time Tunnel e Timeslip! Time Tunnel Adventure #2. Ambos foram escritos por Murray Leinster, que já tinha escrito um livro com o mesmo nome da série televisiva em 1964, mas sem qualquer relação com esta.

#### Portugal
Em Portugal, o primeiro livro, The Time Tunnel, foi traduzido por Eurico da Fonseca e publicado pela Livros do Brasil em 1968, com o título O Túnel do Tempo. Foi o 128.º volume da Coleção Argonauta.